# Langedijke
Langedijke (fryz. Langedike) – wieś w Holandii, w prowincji Fryzja, w gminie Ooststellingwerf. Liczy 295 mieszkańców.

## Historia
Pierwsza wzmianka o Lagnedijke pochodzi z około 1500, gdzie jest wymieniana jako parafia należąca do dekanatu Drenthe. W altasie z 1849 na terenie wsi zaznaczone było nie więcej niż 10 gospodarstw. Mieszkańcy wsi nie byli w stanie utrzymać kościoła, który zdecydowano się zburzyć, a na jego miejscu wznieść dzwonnicę, na której zawieszono dzwon z około 1300 roku. Po II wojnie światowej rozbudowano niektóre domy oraz wzniesiono budynek szkoły.